# Mesoleptus ripicola
Mesoleptus ripicola är en stekelart som först beskrevs av Thomson 1884.  Mesoleptus ripicola ingår i släktet Mesoleptus och familjen brokparasitsteklar. Arten är reproducerande i Sverige. Inga underarter finns listade i Catalogue of Life.